# Donald Pilon
Pour les articles homonymes, voir Pilon.
Joseph Édouard Donald Pilon est un acteur québécois né le 12 avril 1938 à Montréal, au Québec (Canada).

## Biographie
D'une fratrie de quatre enfants, Donald Pilon, né de Jeanne Larocque et d'Édouard Pilon, fait des études classiques au Collège Stanislas de Montréal. Son premier travail est pour une agence de recouvrement, puis il travaille dans le secteur finances de l'organisation d'Expo 67. À cette occasion, il est recruté par Gilles Carle pour le film Le Viol d'une jeune fille douce. Il est marié pendant 13 ans à l'actrice Nicole Beaudry, romancière maintenant domiciliée au Mexique. Donald vit depuis avec Camille Goodwin, comptable, agente et impresario d'acteurs. Il demeure toujours à Montréal, où il est actif à la télévision comme au cinéma. 
Donald est le frère d'un autre acteur québécois, d'envergure internationale, Daniel. Ils jouent ensemble en début de carrière dans plusieurs films de Gilles Carle, depuis leur tout premier : Le Viol d'une jeune fille douce.

## Filmographie

### Télévision
- 1974 : Deedee (téléfilm)
- 1974-1975 : The Collaborators (en) (saison 2) : le sergent détective Richard Tremblay
- 1976 : Grand-Papa : le mari de Lili
- 1977 : Duplessis : Gérald Martineau
- 1977 : The Newcomers (en)
- 1979 : Un homme nommé Intrépide ("A Man Called Intrepid") : maître d'
- 1982 : Métro-boulot-dodo : Paul-Émile Cadieux
- 1983 : La Course vers le pôle (Cook & Peary: The Race to the Pole) (téléfilm) : Robert Bartlett
- 1985 : Les Filles du KGB (Secret Weapons) (téléfilm) : Tubin
- 1986 : La Clé des champs
- 1987-1992 : L'Or du temps (série télévisée)|L'Or du temps : Nicolas Dumont
- 1988 : Les Tisserands du pouvoir
- 1991 : Prince Lazure (téléfilm)
- 1992 : Montréal ville ouverte
- 1993 : Ent'Cadieux : Luc Saint-Amour
- 1995 : Les Grands Procès (série télévisée) : Me Zimmerman
- 1996 : Le Retour : Gérald Villeneuve
- 1996 : Jamais deux sans toi : Paul Lemoyne
- 1998 : Catherine (série télévisée) : amant de Rachel
- 1999 : Juliette Pomerleau : concierge Robidoux
- 2003 : Le Cœur découvert : Émile
- 2005 : Détect.inc. : inspecteur Drolet
- 2005 - 2009 : Les Invincibles : M. Boisvert

### Cinéma
- 1968 : Le Viol d'une jeune fille douce : Gabriel
- 1970 : Red : Bill Sullivan
- 1970 : Deux femmes en or : Bob Lamoureux
- 1971 : Les Mâles : Jean Saint-Pierre
- 1971 : Les Chats bottés : Raymond Ducharme
- 1972 : Les Smattes : Pierre Drouin
- 1972 : La Vraie Nature de Bernadette : Thomas
- 1973 : La Lunule (The Pyx) : sergent détective Pierre Paquette
- 1973 : Les Corps célestes : Desmond
- 1974 : Bulldozer : Peanut Galarneau
- 1974 : Child Under a Leaf : Joseph
- 1975 : Gina : un acteur
- 1977 : The Cats Killers (The Uncanny) : Mr Blake
- 1978 : I Miss You, Hugs and Kisses : Charles Kruschen
- 1979 : Cité en feu (City on Fire) : Dr Matwick
- 1980 : Fantastica : Georges
- 1981 : Les Plouffe : Stan Labrie
- 1984 : Le Crime d'Ovide Plouffe : Stan Labrie
- 1985 : Keeping Track : Covington
- 1986 : La Guêpe : Delphis Martin
- 1987 : Flag : Sabiani
- 1988 : Les Tisserands du pouvoir : le maire Rochon
- 1988 : Les Tisserands du pouvoir II: La Révolte : le maire Rochon
- 1990 : Une histoire inventée : Rolland
- 1994 : Le Vent du Wyoming : Roméo
- 1996 : Angélo, Frédo et Roméo : producteur québécois
- 1998 : C't'à ton tour, Laura Cadieux de Denise Filiatrault : Oscar Blanchette
- 1999 : Laura Cadieux... la suite
- 2003 : La Grande Séduction : M. Dupré
- 2011 : Coteau rouge d'André Forcier : Oswald Crérar
- 2019 : Les Fleurs oubliées d'André Forcier : Rodney Pouillot
- 2024 : Ababouiné d'André Forcier : Eddie Vautour

## Anecdotes
En 1992, McDonald's met sur le marché la McPizza et Donald Pilon en fait la publicité. Il incarne une mascotte de pizza géante sur un fond bleu foncé.